# Cordillera de Timán
La cordillera de Timán (en ruso: Тиманский кряж, tr.: Timanski Kryazh) es una zona montañosa del extremo norte de la Rusia europea. La mayoría de la cordillera de Timán está situada en la república Komi, aunque las partes más septetrionales pertenecen al Ókrug Autónomo de Nenetsia y al Óblast de Arjánguelsk. El punto más alto de la cordillera de Timán está a 463 m sobre el nivel del mar.
La cordillera está situada al oeste de los montes Urales, y es parte de llanura europea oriental. Se sitúa al oeste del río Pechora, lo que la convierte en división en occidentales y orientales de las llanuras del norte de Rusia. La cordillera muere en el mar de Barents al norte.
Estos montes, que se localizan entre los cinturones de la tundra y de la taiga, están caracterizados por un terreno de colinas montañosas, moldeadas y formadas durante la Edad de Hielo. Varios ríos tienen su fuente en esta cordillera, entre ellos, el Izhma (tributario del Pechora), el Vym, el Mezen y el Vytchegda, tributario del Dvina Septentrional
La ciudad más grande de la zona (escasamente poblada) es Ujtá, fundada en 1930 con la intención de abrir la cordillera de Timán a la extracción de materias primas. Hay numerosos yacimientos de gas natural, petróleo, bauxita y titanio.